# Entropia linear
L'entropia linear o impuresa en mecànica quàntica, i especialment en la teoria de la informació quàntica és un escalar definit com
{\displaystyle S_{L}\,{\dot {=}}\,1-{\mbox{Tr}}(\rho ^{2})\,}
on ρ és la matriu densitat de l'estat.
l'entropia linear pot anar des de zero, corresponent a un estat completament pur, fins a (1 − 1/d), corresponent a un estat completament mesclat. (Aquí, d és la dimensió de la matriu densitat.)
L'entropia linear es relaciona trivialment amb la puresa {\displaystyle \gamma \,} d'un estat per
{\displaystyle S_{L}\,=\,1-\gamma \,.}
L'entropia linear és una aproximació baixa a la l'entropia de Von Neumann S, la qual es defineix com
{\displaystyle S\,{\dot {=}}\,-{\mbox{Tr}}(\rho \ln \rho )=-\langle \ln \rho \rangle \,.}

L'entropia linear i la de Neumann entropy són mesures similars del grau de mescla d'un estat, però l'entropia linear és més fàcil de calcular i no requereix la diagonalització de la matriu densitat.